# Filmjahr 2003
Liste der Filmjahre

◄◄ | ◄ | 1999 | 2000 | 2001 | 2002 | Filmjahr 2003 | 2004 | 2005 | 2006 | 2007 | ► | ►►

Weitere Ereignisse

## Ereignisse
- 6. Februar: In Berlin eröffnet der Film Chicago von Rob Marshall die Internationalen Filmfestspiele.
- 16. Februar: In This World – Aufbruch ins Ungewisse des britischen Regisseurs Michael Winterbottom wird als bester Film im Wettbewerb der 53. Berlinale mit dem Goldenen Bären ausgezeichnet.
- 30. Mai: In den Vereinigten Staaten startet der abendfüllende Animationsfilm Findet Nemo aus den Pixar Animation Studios in den Kinos.
- 17. Juli: Dem Schauspieler Mario Adorf wird der Bayerische Verdienstorden verliehen.
- 17. November: Der ehemalige Schauspieler Arnold Schwarzenegger wird als Gouverneur von Kalifornien vereidigt.
- 1. Dezember: In Neuseeland findet die Weltpremiere von Der Herr der Ringe – Die Rückkehr des Königs statt. Bei der Oscar-Verleihung im Folgejahr entfallen auf diesen Film 11 Auszeichnungen. Damit wird der von Ben Hur und Titanic gehaltene Rekord eingestellt.
- Als Beitrag zur Verbesserung der schulischen Vermittlung von Filmkompetenz veröffentlicht die Bundeszentrale für politische Bildung ihren Filmkanon mit insgesamt 35 Filmen.
- Die Sieger der Bravo Otto Leserwahl 2003:
  - Kategorie männliche Filmstars: Gold Orlando Bloom, Silber Elijah Wood, Bronze Daniel Radcliffe
  - Kategorie weibliche Filmstars: Gold Liv Tyler, Silber Emma Watson, Bronze Keira Knightley

## Top 10 der erfolgreichsten Filme

### In Deutschland
Die zehn erfolgreichsten Filme an den deutschen Kinokassen nach Besucherzahlen (Stand: 27. August 2011):
| Platz | Filmtitel                                    | Besucher   |
| ----- | -------------------------------------------- | ---------- |
| 1.    | Der Herr der Ringe: Die Rückkehr des Königs  | 10.432.470 |
| 2.    | Findet Nemo                                  | 8.678.707  |
| 3.    | Good Bye, Lenin!                             | 6.584.314  |
| 4.    | Fluch der Karibik                            | 6.309.858  |
| 5.    | Matrix Reloaded                              | 4.773.455  |
| 6.    | Das Wunder von Bern                          | 3.701.194  |
| 7.    | Catch Me If You Can                          | 3.473.003  |
| 8.    | Johnny English – Der Spion, der es versiebte | 3.460.771  |
| 9.    | Bruce Allmächtig                             | 3.455.358  |
| 10.   | Luther                                       | 3.096.937  |

### In den Vereinigten Staaten
Die zehn erfolgreichsten Filme an den US-amerikanischen Kinokassen nach Einspielergebnis in US-Dollar (Stand: 27. August 2011):
| Platz | Filmtitel                                   | Einnahmen     |
| ----- | ------------------------------------------- | ------------- |
| 1.    | Der Herr der Ringe: Die Rückkehr des Königs | $ 377.027.325 |
| 2.    | Findet Nemo                                 | $ 339.714.978 |
| 3.    | Fluch der Karibik                           | $ 305.413.918 |
| 4.    | Matrix Reloaded                             | $ 281.576.461 |
| 5.    | Bruce Allmächtig                            | $ 242.829.261 |
| 6.    | X-Men 2                                     | $ 214.949.694 |
| 7.    | Buddy – Der Weihnachtself                   | $ 173.398.518 |
| 8.    | Terminator 3 – Rebellion der Maschinen      | $ 150.371.112 |
| 9.    | Matrix Revolutions                          | $ 139.313.948 |
| 10.   | Im Dutzend billiger                         | $ 138.614.544 |

### Weltweit
Die zehn weltweit erfolgreichsten Filme nach Einspielergebnis in US-Dollar (Stand: 27. August 2011):
| Platz | Filmtitel                                   | Einnahmen       |
| ----- | ------------------------------------------- | --------------- |
| 1.    | Der Herr der Ringe: Die Rückkehr des Königs | $ 1.119.110.941 |
| 2.    | Findet Nemo                                 | $ 867.893.978   |
| 3.    | Matrix Reloaded                             | $ 742.128.461   |
| 4.    | Fluch der Karibik                           | $ 654.264.015   |
| 5.    | Bruce Allmächtig                            | $ 484.592.874   |
| 6.    | Last Samurai                                | $ 456.758.981   |
| 7.    | Terminator 3 – Rebellion der Maschinen      | $ 433.371.112   |
| 8.    | Matrix Revolutions                          | $ 427.343.298   |
| 9.    | X-Men 2                                     | $ 407.711.549   |
| 10.   | Bad Boys II                                 | $ 273.339.556   |

## Filmpreise

### Berlinale
- Bester Film: In This World – Aufbruch ins Ungewisse (Regie: Michael Winterbottom, Großbritannien)
- Großer Preis der Jury: Adaption – Der Orchideen-Dieb (Regie: Spike Jonze, USA)
- Beste Regie: Patrice Chéreau für Sein Bruder (Frankreich)
- Bester Hauptdarsteller: Sam Rockwell für Confessions of a Dangerous Mind (Regie: George Clooney, USA)
- Beste Hauptdarstellerin: Meryl Streep, Nicole Kidman, Julianne Moore für The Hours – Von Ewigkeit zu Ewigkeit (Regie: Stephen Daldry, USA)

Vollständige Liste der Preisträger

### Cannes
- Goldene Palme: Elephant (Regie: Gus Van Sant, USA)
- Großer Preis der Jury: Uzak – Weit (Regie: Nuri Bilge Ceylan, Türkei)
- Bester Hauptdarsteller: Muzaffer Özdemir und Mehmet Emin Toprak für Uzak – Weit
- Beste Hauptdarstellerin: Marie-Josée Croze für Die Invasion der Barbaren (Regie: Denys Arcand, Kanada)

Vollständige Liste der Preisträger

### Venedig
- Goldener Löwe: The Return – Die Rückkehr (Regie: Andrei Zvjagintsew, Russland)
- Großer Spezialpreis der Jury: Le Cerf-volant (Regie: Randa Chahal Sabag, Libanon/Frankreich)
- Bester Hauptdarsteller: Sean Penn für 21 Gramm (Regie: Alejandro González Iñárritu, USA)
- Beste Hauptdarstellerin: Katja Riemann für Rosenstraße (Regie: Margarethe von Trotta, Deutschland/Niederlande)

Vollständige Liste der Preisträger

### Europäischer Filmpreis
- Bester Film: Good Bye, Lenin! (Regie: Wolfgang Becker, Deutschland)
- Bester Regisseur: Lars von Trier für Dogville
- Bester Hauptdarsteller: Daniel Brühl für Good Bye, Lenin!
- Beste Hauptdarstellerin: Charlotte Rampling für Swimming Pool (Regie: François Ozon, Frankreich/Großbritannien)

Vollständige Liste der Preisträger

### Oscar
- Bester Film: Chicago (Regie: Rob Marshall, USA)
- Bester Regisseur: Roman Polański für Der Pianist
- Bester Hauptdarsteller: Adrien Brody für Der Pianist (Regie: Roman Polański, Frankreich)
- Beste Hauptdarstellerin: Nicole Kidman für The Hours – Von Ewigkeit zu Ewigkeit (Regie: Stephen Daldry, USA)
- Bester fremdsprachiger Film: Nirgendwo in Afrika (Regie: Caroline Link, Deutschland)

Vollständige Liste der Preisträger

### Golden Globe Awards
- Bester Film (Drama): The Hours – Von Ewigkeit zu Ewigkeit
- Bester Film (Komödie/Musical): Chicago
- Bester Regisseur: Martin Scorsese für Gangs of New York
- Beste Hauptdarstellerin (Drama): Nicole Kidman für The Hours – Von Ewigkeit zu Ewigkeit
- Beste Hauptdarstellerin (Komödie/Musical): Renée Zellweger für Chicago
- Bester Hauptdarsteller (Drama): Jack Nicholson für About Schmidt
- Bester Hauptdarsteller (Komödie/Musical): Richard Gere für Chicago
- Beste Nebendarstellerin: Meryl Streep für Adaption – Der Orchideen-Dieb
- Bester Nebendarsteller: Chris Cooper für Adaption.
- Bester ausländischer Film: Sprich mit ihr (Regie: Pedro Almodóvar)

Vollständige Liste der Preisträger

### Deutscher Filmpreis
- Bester Film: Good Bye, Lenin! (Regie: Wolfgang Becker, Deutschland)
- Bester Regisseur: Wolfgang Becker für Good Bye, Lenin!
- Bester Hauptdarsteller: Daniel Brühl für Good Bye, Lenin! und Elefantenherz (Regie: Züli Aladağ, Deutschland)
- Beste Hauptdarstellerin: Hannelore Elsner für Mein letzter Film (Regie: Oliver Hirschbiegel, Deutschland)

Vollständige Liste der Preisträger

### César
- Bester Film: Der Pianist (Regie: Roman Polański, Frankreich)
- Bester Regisseur: Roman Polański für Der Pianist
- Bester Hauptdarsteller: Adrien Brody für Der Pianist (Regie: Roman Polański, Frankreich)
- Beste Hauptdarstellerin: Isabelle Carré für Claire – Se souvenir des belles choses (Regie: Zabou Breitman, Frankreich)
- Bester ausländischer Film: Bowling for Columbine von Michael Moore

Vollständige Liste der Preisträger

### British Academy Film Award
- Bester Film: Der Pianist (Regie: Roman Polański, Frankreich)
- Beste Regie: Roman Polański für Der Pianist
- Bester Hauptdarsteller: Daniel Day-Lewis für Gangs of New York (Regie: Martin Scorsese, USA)
- Beste Hauptdarstellerin: Nicole Kidman für The Hours – Von Ewigkeit zu Ewigkeit
- Bester nicht-englischsprachiger Film: Sprich mit ihr von Pedro Almodóvar

Vollständige Liste der Preisträger

### Bayerischer Filmpreis
Die Verleihung des Bayerischen Filmpreises 2002 fand am 17. Januar 2003 statt.
- Beste Produktion: Bibi Blocksberg und Das fliegende Klassenzimmer
- Beste Darstellerin: Marie Bäumer in Der alte Affe Angst
- Bester Darsteller: Axel Prahl in Halbe Treppe
- Beste Regie: Andreas Dresen für Halbe Treppe
- Ehrenpreis: Roman Polański

### Sundance
- Großer Preis der Jury: American Splendor (Regie: Shari Springer Berman, Robert Pulcini, USA)
- Beste Regie (Spielfilm): Catherine Hardwicke für Dreizehn
- Beste Regie (Dokumentarfilm): Andrew Jarecki für Capturing the Friedmans

Vollständige Liste der Preisträger

### New York Film Critics Circle Award
- Bester Film: Der Herr der Ringe: Die Rückkehr des Königs von Peter Jackson
- Beste Regie: Sofia Coppola für Lost in Translation
- Bester Hauptdarsteller: Bill Murray in Lost in Translation
- Beste Hauptdarstellerin: Hope Davis in American Splendor und The Secret Lives of Dentists
- Bester Nebendarsteller: Eugene Levy in A Mighty Wind
- Beste Nebendarstellerin: Shohreh Aghdashloo in Haus aus Sand und Nebel
- Beste Kamera: Harris Savides für Elephant und Gerry
- Bester ausländischer Film: City of God von Fernando Meirelles

### National Board of Review
- Bester Film: Mystic River von Clint Eastwood
- Beste Regie: Edward Zwick für Last Samurai
- Bester Hauptdarsteller: Sean Penn in Mystic River und 21 Gramm
- Beste Hauptdarstellerin: Diane Keaton in Was das Herz begehrt
- Bester Nebendarsteller: Alec Baldwin in The Cooler – Alles auf Liebe
- Beste Nebendarstellerin: Patricia Clarkson in Pieces of April – Ein Tag mit April Burns und Station Agent
- Bestes Schauspielensemble: Der Herr der Ringe: Die Rückkehr des Königs von Peter Jackson
- Bester fremdsprachiger Film: Die Invasion der Barbaren von Denys Arcand

### Los Angeles Film Critics Association Awards
- Bester Film: American Splendor von Shari Springer Berman und Robert Pulcini
- Beste Regie: Peter Jackson für Der Herr der Ringe: Die Rückkehr des Königs
- Bester Hauptdarsteller: Bill Murray in Lost in Translation
- Beste Hauptdarstellerin: Naomi Watts in 21 Gramm
- Bester Nebendarsteller: Bill Nighy in AKA und Tatsächlich… Liebe
- Beste Nebendarstellerin: Shohreh Aghdashloo in Haus aus Sand und Nebel
- Bester fremdsprachiger Film: Das zweite Leben des Monsieur Manesquier von Patrice Leconte

### Jupiter
- Bester Film international: Der Herr der Ringe: Die Gefährten von Peter Jackson
- Bester deutscher Film: Was nicht passt, wird passend gemacht von Peter Thorwarth
- Bester Regisseur international: Peter Jackson für Der Herr der Ringe: Die Gefährten
- Bester deutscher Regisseur: Tom Tykwer für Heaven
- Bester Darsteller international: Will Smith in Ali
- Bester deutscher Darsteller: Armin Rohde in 666 – Traue keinem, mit dem du schläfst!
- Beste Darstellerin international: Halle Berry in Monster’s Ball
- Beste deutsche Darstellerin: Alexandra Maria Lara in Was nicht passt, wird passend gemacht

### Weitere Filmpreise und Auszeichnungen
- AFI Life Achievement Award: Robert De Niro
- Amanda: Kitchen Stories von Bent Hamer (Bester norwegischer Film), The Hours – Von Ewigkeit zu Ewigkeit von Stephen Daldry (Bester ausländischer Film)
- American Society of Cinematographers Award: John Schwartzman für Seabiscuit – Mit dem Willen zum Erfolg
- Australian Film Institute Award: Japanese Story von Sue Brooks (Bester australischer Film), Der Herr der Ringe (Die zwei Türme) von Peter Jackson (Bester ausländischer Film)
- Bodil: Open Hearts von Susanne Bier
- Böhmischer Löwe: Sex in Brno von Vladimír Morávek
- British Independent Film Awards: Kleine schmutzige Tricks (Bester britischer Film) und City of God (Bester ausländischer Film)
- Brussels International Fantastic Film Festival: Cypher von Vincenzo Natali
- Chlotrudis Awards: Dem Himmel so fern von Todd Haynes
- Copenhagen International Film Festival: Song for a Raggy Boy von Aisling Walsh
- David di Donatello: Das Fenster gegenüber (Bester italienischer Film) und Der Pianist (Bester ausländischer Film)
- Directors Guild of America Award: Rob Marshall für Chicago, Martin Scorsese (Lebenswerk)
- Ernst-Lubitsch-Preis: Douglas Wolfsperger für Bellaria – So lange wir leben!
- Evening Standard British Film Award: Kleine schmutzige Tricks von Stephen Frears
- Festival du cinéma nordique: Nói Albínói von Dagur Kári
- Genie Award: Ararat von Atom Egoyan
- Gilde-Filmpreis: Eine Schwalbe macht den Sommer von Christian Carion (Gold ausländischer Film), Good Bye, Lenin! von Wolfgang Becker (Gold deutscher Film), Kick It Like Beckham von Gurinder Chadha (Silber ausländischer Film), Solino von Fatih Akin (Silber deutscher Film)
- GoEast: Der Schlüssel, um Zwerge zu definieren oder Lemuel Gullivers letzte Reise von Martin Šulík
- Goldenes Kalb: Die Zwillinge
- Goldener Prometheus: Schussangst von Dito Tsintsadze
- Goya 2003: Montags in der Sonne von Fernando León de Aranoa
- Guldbagge: Lilja 4-ever von Lukas Moodysson
- Hong Kong Film Awards: Infernal Affairs von Andrew Lau und Alan Mak
- Independent Spirit Awards 2003: Dem Himmel so fern von Todd Haynes (Bester Film) und Y Tu Mamá También – Lust for Life von Alfonso Cuarón
- Internationales Filmfestival Karlovy Vary: Das Fenster gegenüber von Ferzan Özpetek
- Konrad-Wolf-Preis: Abbas Kiarostami
- Louis-Delluc-Preis: Trilogie: Après la vie von Lucas Belvaux
- MTV Movie Awards: Der Herr der Ringe: Die zwei Türme von Peter Jackson
- Nastro d’Argento: Ich habe keine Angst von Gabriele Salvatores und Der Pianist von Roman Polański
- National Society of Film Critics Award: Der Pianist von Roman Polański
- Political Film Society Award für Demokratie: Shattered Glass von Billy Ray
- Political Film Society Award für Frieden: Sandstorm (Originaltitel: Bawandar) von Jag Mundhra
- Political Film Society Award für Menschenrechte: Die unbarmherzigen Schwestern von Peter Mullan
- Polnischer Filmpreis: Der Pianist von Roman Polański
- Preis der deutschen Filmkritik: Lichter von Hans-Christian Schmid
- Premio Ariel: Die Versuchung des Padre Amara von Carlos Carrera (Bester mexikanischer Film), Der letzte Zug von Diego Arsuaga (Bester lateinamerikanischer Film)
- Prix Lumières: Der Stellvertreter von Costa-Gavras
- Robert: Open Hearts von Susanne Bier (Bester dänischer Film), Die fabelhafte Welt der Amélie von Jean-Pierre Jeunet (Bester ausländischer Film ohne USA), Gosford Park von Robert Altman (Bester US-amerikanischer Film)
- Festival Internacional de Cine de San Sebastián: Schussangst von Dito Tsintsadze (Goldene Muschel)
- Satellite Awards: In America (Bester Film/Drama) und Lost in Translation (Bester Film/Komödie-Musical)
- Screen Actors Guild Awards: Daniel Day-Lewis für Gangs of New York und Renée Zellweger für Chicago; Preis für das Lebenswerk: Clint Eastwood
- Toronto International Film Festival: Zatoichi – Der blinde Samurai von Takeshi Kitano (Publikumspreis)
- Vancouver International Film Festival: Kamchatka von Marcelo Piñeyro
- Writers Guild of America Award: Bowling for Columbine von Michael Moore (Bestes Originaldrehbuch), The Hours – Von Ewigkeit zu Ewigkeit von David Hare (Bestes adaptiertes Drehbuch)

## Geburtstage
- 04. Januar: Jaeden Martell, US-amerikanischer Schauspieler
- 09. Januar: Otto von Grevenmoor, deutscher Schauspieler
- 24. Januar: Joshua van Dalsum, deutscher Schauspieler

- 20. Februar: Olivia Rodrigo, US-amerikanische Schauspielerin und Sängerin

- 12. März: Malina Weissman, US-amerikanische Schauspielerin

- 16. April: Mert Dincer, deutscher Schauspieler
- 16. April: Alina Foley, US-amerikanische Schauspielerin und Synchronsprecherin

- 01. Mai: Lizzy Greene, US-amerikanische Schauspielerin

- 01. Juni: Emjay Anthony, US-amerikanischer Schauspieler und Model
- 03. Juni: Louis Partridge, britischer Schauspieler
- 11. Juni: Breanna Yde, australische Schauspielerin
- 21. August: Harriet Herbig-Matten, deutsche Schauspielerin

- 28. August: Quvenzhané Wallis, US-amerikanische Schauspielerin

- 03. September: Jack Dylan Grazer, US-amerikanischer Schauspieler
- 06. September: Faye Montana, deutsche Schauspielerin und Sängerin
- 14. September: Maurizio Magno, deutscher Schauspieler
- 18. September: Aidan Gallagher, US-amerikanischer Schauspieler
- 24. September: Joe Locke, Manxer Schauspieler
- 25. September: Bella Ramsey, britische nichtbinäre schauspielende Person

- 22. Oktober: Ethan Munck, US-amerikanischer Schauspieler
- 31. Oktober: Eva-Lotta Trojandt, deutsche Schauspielerin

- 05. November: Simon Halaski, deutscher Synchronsprecher
- 06. November: Oskar Keymer, deutscher Schauspieler
- 07. November: Park Ji-hu, südkoreanische Schauspielerin

- 22. Dezember: Neel Sethi, US-amerikanischer Kinderdarsteller

- Ella Lee, deutsche Schauspielerin
- Virginia Leithäuser, deutsche Schauspielerin und Synchronsprecherin

## Verstorbene

### Januar bis März
Januar

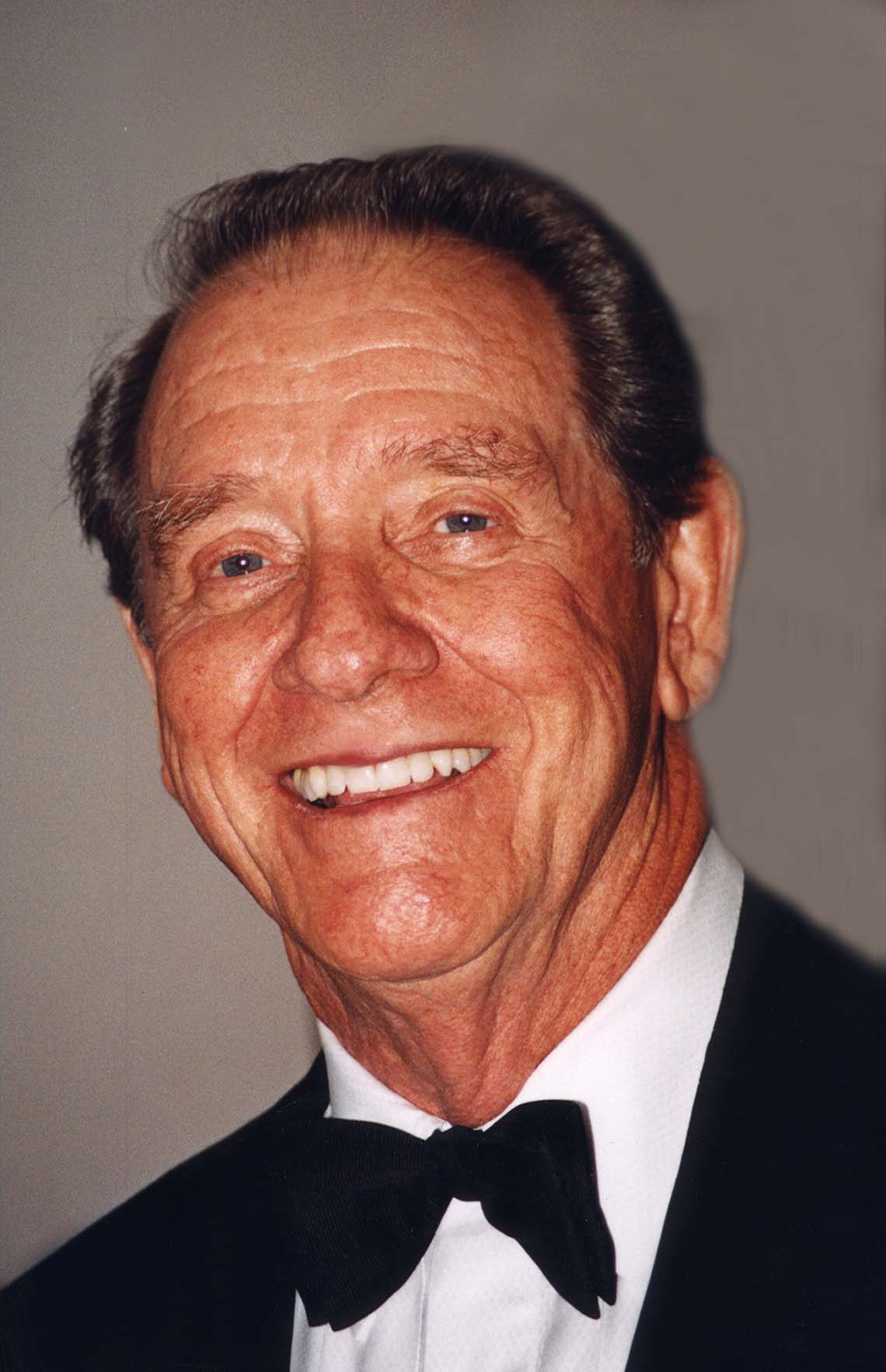
Richard Crenna (1926–2003)

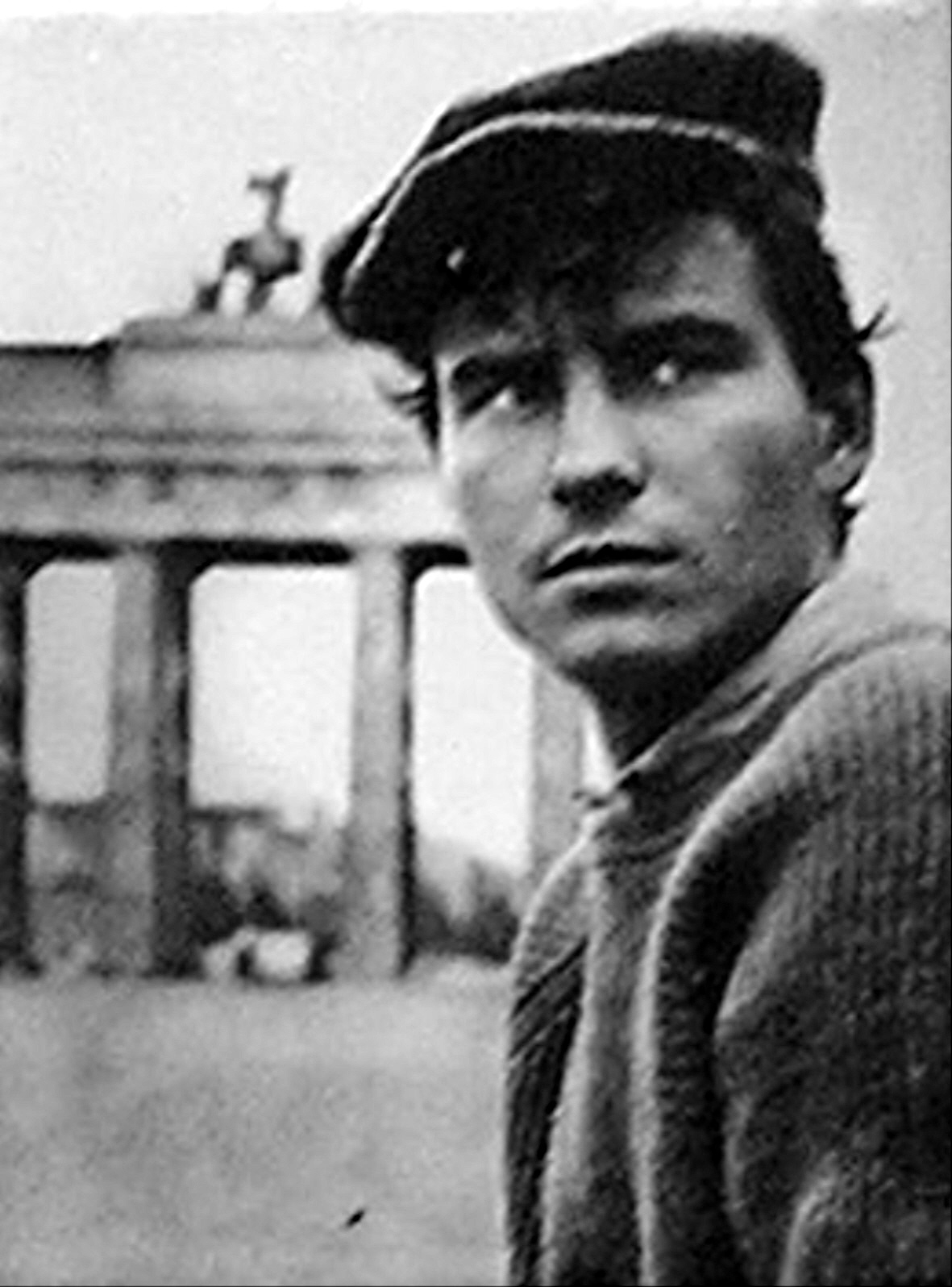
Horst Buchholz (1933–2003)

- 01. Januar: Royce D. Applegate, US-amerikanischer Schauspieler (* 1939)
- 04. Januar: Conrad L. Hall, US-amerikanischer Kameramann (* 1926)
- 05. Januar: Massimo Girotti, italienischer Schauspieler (* 1918)
- 11. Januar: Maurice Pialat, französischer Regisseur (* 1925)
- 12. Januar: Kinji Fukasaku, japanischer Regisseur (* 1930)
- 17. Januar: Richard Crenna, US-amerikanischer Schauspieler (* 1926)
- 20. Januar: Nedra Volz, US-amerikanische Schauspielerin (* 1908)
- 22. Januar: Werner Dissel, deutscher Schauspieler (* 1912)
- 22. Januar: Bill Mauldin, US-amerikanischer Cartoonist und Schauspieler (* 1921)

Februar
- 02. Februar: João César Monteiro, portugiesischer Regisseur (* 1934)
- 04. Februar: Archie Savage, US-amerikanischer Tänzer und Schauspieler (* 1914)
- 08. Februar: Alice Treff, deutsche Schauspielerin (* 1906)
- 22. Februar: Daniel Taradash, US-amerikanischer Drehbuchautor und Regisseur (* 1913)
- 24. Februar: Walter Scharf, US-amerikanischer Komponist (* 1910)
- 24. Februar: Alberto Sordi, italienischer Schauspieler (* 1920)

März
- 02. März: Fred Freiberger, US-amerikanischer Drehbuchautor und Produzent (* 1915)
- 03. März: Horst Buchholz, deutscher Schauspieler (* 1933)
- 04. März: Sébastien Japrisot, französischer Schriftsteller und Drehbuchautor (* 1931)
- 07. März: Manfred Durniok, deutscher Produzent (* 1934)
- 08. März: Karen Morley, US-amerikanische Schauspielerin (* 1909)
- 09. März: Dsidra Ritenbergs, lettische Schauspielerin und Regisseurin (* 1928)
- 10. März: Marina Ladynina, sowjetisch-russische Schauspielerin (* 1908)
- 12. März: Lynne Thigpen, US-amerikanische Schauspielerin (* 1948)
- 19. März: Émile Genest, kanadischer Schauspieler und Komödiant (* 1921)
- 19. März: Rick Zumwalt, US-amerikanischer Schauspieler (* 1951)
- 24. März: Philip Yordan, US-amerikanischer Drehbuchautor (* 1914)
- 27. März: Daniel Ceccaldi, französischer Schauspieler (* 1927)
- 30. März: Michael Jeter, US-amerikanischer Schauspieler (* 1952)
- 31. März: Anne Gwynne, US-amerikanische Schauspielerin (* 1918)

### April bis Juni
April

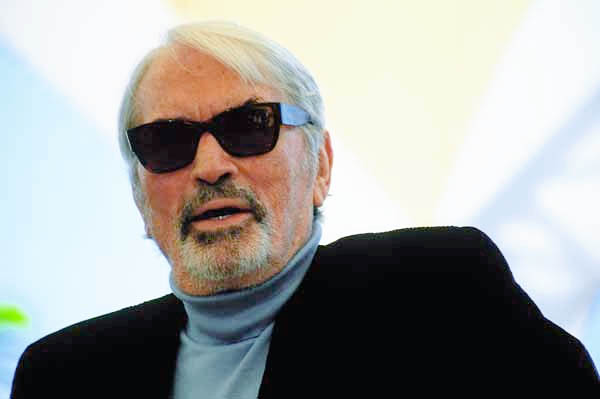
Gregory Peck (1916–2003)

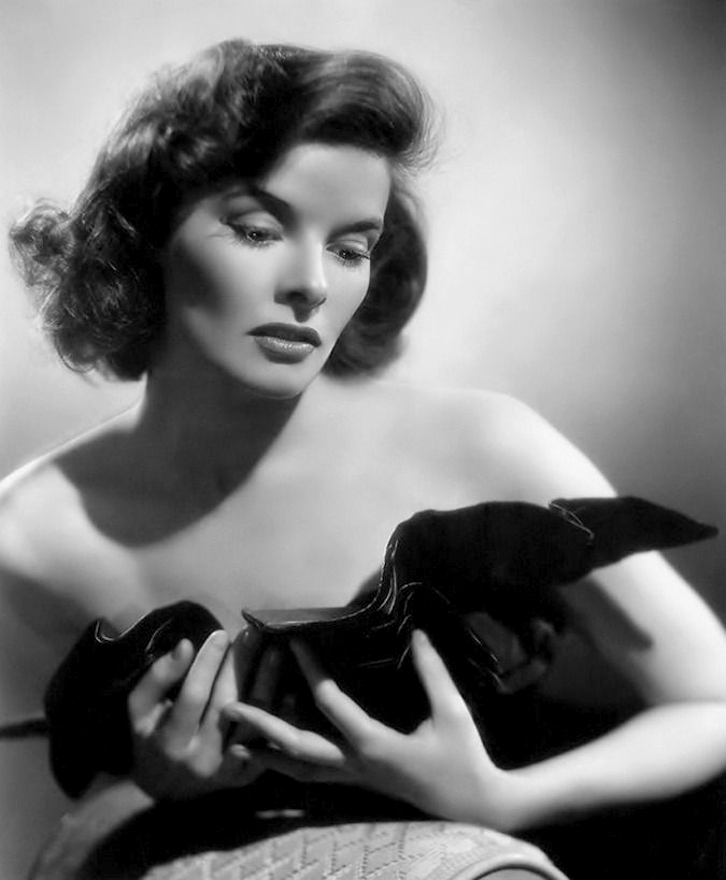
Katharine Hepburn (1907–2003)

- 04. April: Gerda Gmelin, deutsche Schauspielerin und Theaterleiterin (* 1919)
- 07. April: David Greene, britischer Regisseur, Drehbuchautor und Produzent (* 1921)
- 17. April: Hilde Sessak, deutsche Schauspielerin (* 1915)
- 22. April: Andrea King, US-amerikanische Schauspielerin (* 1919)

Mai
- 03. Mai: Suzy Parker, US-amerikanische Schauspielerin (* 1932)
- 06. Mai: Tito García, spanischer Schauspieler (* 1931)
- 14. Mai: Wendy Hiller, britische Schauspielerin (* 1912)
- 14. Mai: Robert Stack, US-amerikanischer Schauspieler (* 1919)
- 23. Mai: Jean Yanne, französischer Schauspieler (* 1933)
- 24. Mai: Rachel Kempson, britische Schauspielerin (* 1910)
- 28. Mai: Friedrich W. Bauschulte, deutscher Schauspieler und Synchronsprecher (* 1923)
- 28. Mai: Martha Scott, US-amerikanische Schauspielerin (* 1912)
- 30. Mai: Günter Pfitzmann, deutscher Schauspieler (* 1924)

Juni
- 04. Juni: Maria Singer, österreichische Schauspielerin (* 1914)
- 12. Juni: Gregory Peck, US-amerikanischer Schauspieler (* 1916)
- 15. Juni: Hume Cronyn, kanadischer Schauspieler (* 1911)
- 20. Juni: Fielder Cook, US-amerikanischer Filmregisseur und Produzent (* 1923)
- 21. Juni: George Axelrod, US-amerikanischer Regisseur und Drehbuchautor (* 1922)
- 27. Juni: Walter Hugo Khouri, brasilianischer Regisseur, Drehbuchautor und Produzent (* 1929)
- 29. Juni: Katharine Hepburn, US-amerikanische Schauspielerin (* 1907)
- 30. Juni: Buddy Hackett, US-amerikanischer Schauspieler (* 1924)

### Juli bis September
Juli

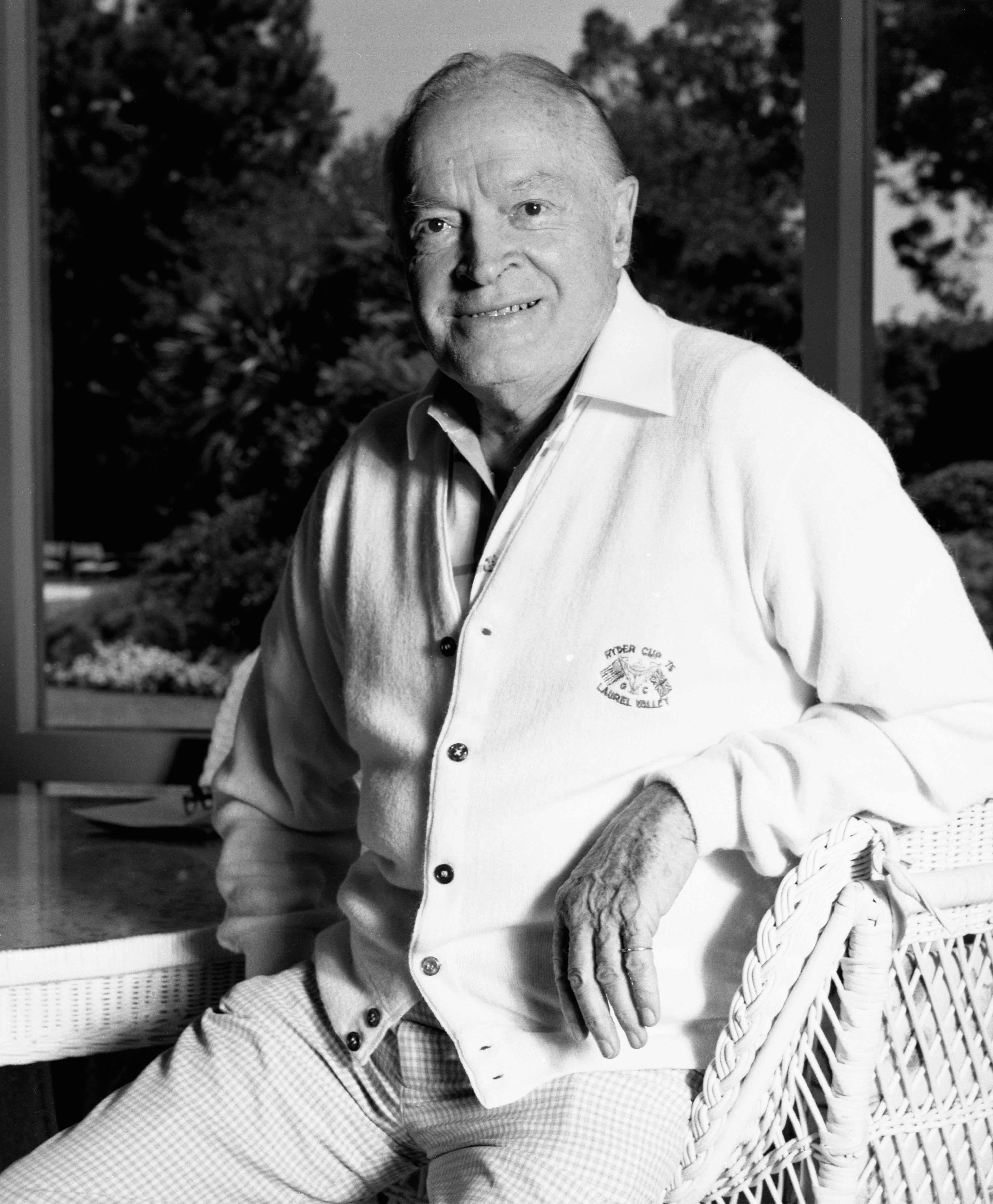
Bob Hope (1903–2003)

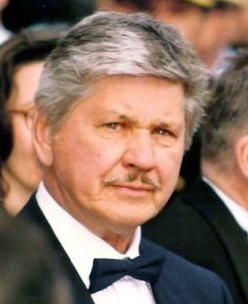
Charles Bronson (1921–2003)

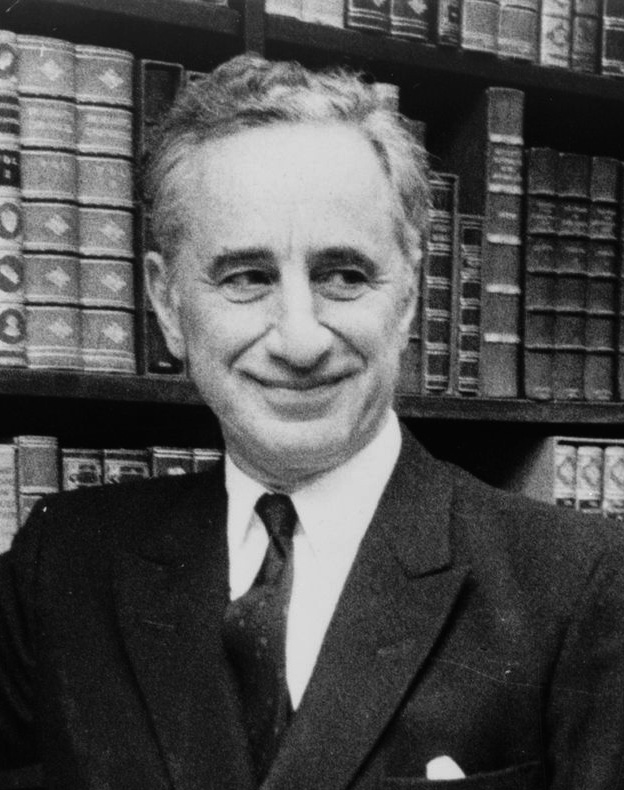
Elia Kazan (1909–2003)

- 06. Juli: Buddy Ebsen, US-amerikanischer Schauspieler (* 1908)
- 14. Juli: Leela Chitnis, indische Schauspielerin (* 1909)
- 15. Juli: Alexander Walker, britischer Filmkritiker (* 1930)
- 21. Juli: Walter M. Jefferies, US-amerikanischer Szenenbildner (* 1921)
- 25. Juli: John Schlesinger, britischer Regisseur (* 1926)
- 27. Juli: Bob Hope, US-amerikanischer Komiker (* 1903)
- 27. Juli: Frank Inn, US-amerikanischer Tiertrainer (* 1916)
- 31. Juli: Muscha, deutscher Regisseur und Videokünstler (* 1951)

August
- 01. August: Marie Trintignant, französische Schauspielerin (* 1962)
- 09. August: Gregory Hines, US-amerikanischer Tänzer und Schauspieler (* 1946)
- 10. August: Jacques Deray, französischer Regisseur (* 1929)
- 22. August: Imperio Argentina, spanische Schauspielerin (* 1906)
- 29. August: Michel Constantin, französischer Schauspieler (* 1924)
- 30. August: Charles Bronson, US-amerikanischer Schauspieler (* 1921)

September
- 01. September: Rand Brooks, US-amerikanischer Schauspieler (* 1918)
- 01. September: Jack Smight, US-amerikanischer Regisseur (* 1925)
- 03. September: Ute Mora, deutsche Schauspielerin (* 1945)
- 06. September: Louise Platt, US-amerikanische Schauspielerin (* 1915)
- 08. September: Leni Riefenstahl, deutsche Regisseurin (* 1902)
- 11. September: Dorothy Fay, US-amerikanische Schauspielerin (* 1915)
- 11. September: John Ritter, US-amerikanischer Schauspieler (* 1948)
- 17. September: Erich Hallhuber, deutscher Schauspieler und Synchronsprecher (* 1951)
- 20. September: Gordon Mitchell, US-amerikanischer Schauspieler (* 1923)
- 27. September: Donald O’Connor, US-amerikanischer Schauspieler (* 1925)
- 28. September: Elia Kazan, US-amerikanischer Regisseur (* 1909)

### Oktober bis Dezember
Oktober
- 02. Oktober: Gunther Philipp, österreichischer Schauspieler (* 1918)
- 05. Oktober: Denis Quilley, britischer Schauspieler (* 1927)
- 09. Oktober: Ruth Hall, US-amerikanische Schauspielerin (* 1910)
- 10. Oktober: Victoria Horne, US-amerikanische Schauspielerin (* 1911)
- 20. Oktober: Jack Elam, US-amerikanischer Schauspieler (* 1920)
- 26. Oktober: Elem Klimow, russischer Regisseur (* 1933)

November
- 05. November: Hans Heinrich, deutscher Regisseur und Filmeditor (* 1911)
- 09. November: Art Carney, US-amerikanischer Schauspieler (* 1918)
- 11. November: Robert Brown, britischer Schauspieler (* 1921)
- 12. November: Jonathan Brandis, US-amerikanischer Schauspieler (* 1976)
- 13. November: Kellie Waymire, US-amerikanische Schauspielerin (* 1967)
- 15. November: David Holt, US-amerikanischer Schauspieler (* 1927)
- 18. November: Michael Kamen, US-amerikanischer Komponist (* 1948)
- 19. November: Gillian Barge, britische Schauspielerin (* 1940)
- 20. November: Robert Addie, britischer Schauspieler (* 1960)
- 27. November: Will Quadflieg, deutscher Schauspieler (* 1914)
- 30. November: Earl Bellamy, US-amerikanischer Regisseur (* 1917)

Dezember
- 01. Dezember: Carl Schenkel, schweizerischer Regisseur (* 1948)
- 03. Dezember: Ellen Drew, US-amerikanische Schauspielerin (* 1915)
- 07. Dezember: Barta Barri, ungarisch-spanischer Schauspieler (* 1911)
- 14. Dezember: Jeanne Crain, US-amerikanische Schauspielerin (* 1925)
- 16. Dezember: Siegfried Hold, deutscher Kameramann (* 1931)
- 19. Dezember: Hope Lange, US-amerikanische Schauspielerin (* 1931)
- 27. Dezember: Alan Bates, britischer Schauspieler (* 1934)
- 27. Dezember: Ying Ruocheng, chinesischer Schauspieler (* 1929)
- 28. Dezember: Helen Kleeb, US-amerikanische Schauspielerin (* 1907)
- 29. Dezember: Earl Hindman, US-amerikanischer Schauspieler (* 1942)